# Bajo la red (sèrie de televisió)
Bajo la red és una sèrie per internet espanyola emesa per la plataforma Playz de RTVE, estrenada originalment el 12 de setembre de 2018.

## Sinopsi
Prendre una decisió o una altra et pot canviar la vida, i això és el que li passa a la Irene, una jove que accepta formar part d'una cadena de favors. A sobre de tot està El Conseguidor, un individu amb una màscara virtual disposat a concedir desitjos a canvi de favors.

## Repartiment i personatges

### Principals
- María de Nati com a Irene Velázquez
- Guillermo Campra com a Joel Fernández
- Pol Monen com a David Torres (Primera Temporada)
- Angy Fernández com a Mireia
- Manuel Huedo com a Nicolás "Kiu"
- Ana Jara com a Anaís Abarrategui (Segona Temporada)
- Michael Ronda com a Gabriel (Segona Temporada)
- Marina Puhkyr com a Julia

### Secundaris
- Álvaro Mel com a Joel (Primera Temporada)
- Pablo López Batallas com a líder de la banda de música (Primera Temporada)
- Paco Marín com a pare de l'Irene (Primera Temporada)
- Cristina Gallego com a Cristina (Primera Temporada)
- Nacho Marraco com a Fernando (Primera Temporada)
- Fran Ropero com a Nacho (Primera Temporada)
- Clara Alvarado com a Rebeca Salgado
- Rodrigo Poisón com a Arturo Abarrategui

## Temporades i episodis

### Temporada 1
| Núm. | Títol       | Direcció       | Data d'emissió original |
| ---- | ----------- | -------------- | ----------------------- |
| 1    | «Capítol 1» | Alberto Utrera | 12 de setembre de 2018  |
| 2    | «Capítol 2» | Alberto Utrera | 19 de setembre de 2018  |
| 3    | «Capítol 3» | Alberto Utrera | 26 de setembre de 2018  |
| 4    | «Capítol 4» | Alberto Utrera | 3 d'octubre de 2018     |
| 5    | «Capítol 5» | Alberto Utrera | 10 d'octubre de 2018    |
| 6    | «Capítol 6» | Alberto Utrera | 17 d'octubre de 2018    |

### Temporada 2
| Núm. | Títol        | Direcció       | Data d'emissió original |
| ---- | ------------ | -------------- | ----------------------- |
| 7    | «Capítol 7»  | Cristina Gómez | 18 de setembre de 2019  |
| 8    | «Capítol 8»  | Cristina Gómez | 25 de setembre de 2019  |
| 9    | «Capítol 9»  | Cristina Gómez | 2 d'octubre de 2019     |
| 10   | «Capítol 10» | Cristina Gómez | 9 d'octubre de 2019     |
| 11   | «Capítol 11» | Cristina Gómez | 16 d'octubre de 2019    |
| 12   | «Capítol 12» | Cristina Gómez | 23 d'octubre de 2019    |
| 13   | «Capítol 13» | Cristina Gómez | 23 d'octubre de 2019    |
| 14   | «Capítol 14» | Cristina Gómez | 13 de novembre de 2019  |